# EtherCON
L'EtherCON és un connector resistent i bloquejable per a cablejat Ethernet a través de parells trenats. Està fabricat per Neutrik i està dissenyat per a aplicacions professionals d'àudio i xarxes d'il·luminació escènica.

## Disseny
El disseny es basa en el connector XLR amb una carcassa circular de metall dur i un pestell de bloqueig. El connector del cable sempre és mascle i està dissenyat per adaptar-se a un connector modular estàndard 8P8C. El connector del xassís és sempre femella i té el factor de forma estàndard d'un connector de panell XLR. El connector del xassís es pot acoblar amb un connector EtherCON i un connector estàndard 8P8C. Els connectors del xassís estan classificats per a la compatibilitat Cat 5e, Cat 6 o 6A, i els models Cat 5e i 6A són compatibles creuament. (El model Cat 6 utilitza un disseny de carcassa diferent dels altres models. ) Neutrik fa dos estils de connector, un per muntar abans de connectar l'endoll 8P8C i un altre que s'adaptarà a un endoll preconnectat.
Quan s'utilitzen juntes de segellat, EtherCON és capaç de proporcionar una connexió de cable impermeable per a entorns durs.

## Aplicacions
Els connectors EtherCON s'utilitzen en molts productes d'àudio sobre Ethernet i àudio sobre IP. Els connectors EtherCON també s'utilitzen per transferir dades a través de grans pantalles LED tant a l'interior com a l'exterior.